# Phương ngữ Khariboli
Tiếng Khariboli (còn được gọi là Dehlavi hoặc phương ngữ Delhi) là phương ngữ uy tín của tiếng Hindustan, trong đó tiếng Hindi chuẩn và tiếng Urdu chuẩn là các ngôn ngữ tiêu chuẩn và phong cách văn học, là ngôn ngữ chính thức tại Ấn Độ và Pakistan. Tuy nhiên, thuật ngữ "Khariboli" được sử dụng cho bất kỳ phương ngữ văn học nào, bao gồm Braj Bhasa và tiếng Awadh. Là cơ sở cho ngôn ngữ Hindusan trung cổ, tiếng Khariboli là một phần của phân nhóm miền Tây của nhóm ngôn ngữ Ấn-Arya Trung tâm (nhóm ngôn ngữ Hindi), ngữ chi Ấn-Arya. Nó được nói chủ yếu ở khu vực nông thôn Ấn Độ ở xung quanh Delhi, Tây Uttar Pradesh và miền nam Uttarakhand.
Trong văn liệu hàn lâm, thuật ngữ Kauravi (कौरवी) đôi khi được áp dụng cho phương ngữ Khari được nói ở mạn tây của khu vực nói tiếng Khariboli. Học giả Dhirendra Verma cũng sử dụng tên gọi Sirhindi.
Tiếng Khariboli được cho là lúc đầu đã phát triển đồng thời với các phương ngữ Awadh, Bhojpur và Braj lân cận trong giai đoạn 900-1200 TCN.

## Phân bố địa lý
Tiếng Khariboli được nói ở vùng nông thôn khu vực Delhi và tây bắc Uttar Pradesh, cũng như ở một số khu vực lân cận của Haryana và Uttarakhand. Địa lý của phần này của Bắc Ấn Độ được mô tả theo truyền thống là các doab.
Ở Haryana, các huyện sau đây nói tiếng Khari:
- Faridabad
- Gurgaon
- Sonepat
- Panipat
- Palwal

Ở Rajasthan, nó được nói ở các vùng đông bắc bao gồm:
- Bharatpur
- Alwar

Ở Uttar Pradesh, các huyện sau của doab Yamuna - Ganges nói tiếng Khari:
- Saharapur
- Muzaffarnagar
- Shamli
- Baghpat
- Meerut
- Ghaziabad
- Hapur
- Bulandshahr
- Aligart
- Gautam Buddha Nagar
- Mathura

Trong khu vực xuyên sông Hằng, nó được sử dụng ở các huyện sau của vùng Rohilkhand ở Uttar Pradesh:
- Moradabad
- Rampur
- Sambhal
- Bareilly
- Badaun
- Amroha
- Bijnor

Ở Uttarakhand, các huyện sau của doab Yamuna - Ganges nói một phần là tiếng Khari:
- Haridwar
- Dehradun

Trong khu vực xuyên sông Hằng, nó được nói một phần tại các huyện sau của Uttarakhand:
- Nainital
- Udham Singh Nagar

## Tiếng Khariboli trong văn hóa đại chúng Hindustan
Tiếng Khariboli thường được xem là mộc mạc bởi những người nói tiếng Hindustan chuẩn và các yếu tố của nó đã được sử dụng trong Hum Log, vở kịch truyền hình đầu tiên của Ấn Độ, trong đó gia đình chính được miêu tả là có nguồn gốc ở Tây Uttar Pradesh.

## Các phương ngữ Hindustan khác
Tiếng Khariboli có bao gồm bốn ngữ vực của tiếng Hindustan: Hindi chuẩn, Urdu chuẩn, Dakhine và Rekhta. Tiếng Hindi chuẩn (cũng là tiếng Hindi cao, tiếng Hindi Nagari) được sử dụng làm lingua franca tại miền Bắc Ấn Độ (vành đai tiếng Hindi), tiếng Urdu chuẩn là lingua franca tại Pakistan, tiếng Dakhine là phương ngữ văn học lịch sử của vùng Deccan và tiếng Rekhta là "phương ngữ hỗn hợp" được sử dụng trong thơ ca thời trung cổ. Những ngữ vực này cùng với tiếng Sansiboli tạo thành nhóm phương ngữ Hindustan. Nhóm này cùng với tiếng Haryana, Braj Bhasha, tiếng Kanauji và tiếng Bundeli tạo thành nhóm phương ngữ Hindi Tây.

## Ảnh hưởng sớm
Khu vực xung quanh Delhi từ lâu đã là trung tâm quyền lực ở miền bắc Ấn Độ, và một cách tự nhiên, phương ngữ Khari Boli được coi là nhã nhặn và có tiêu chuẩn cao hơn các phương ngữ tiếng Hindi khác. Quan điểm này dần dần có chỗ đứng trong thế kỷ 19; trước thời kỳ đó, các phương ngữ khác như Awadh, Braj Bhasha và Sadhukaddi là những phương ngữ được ưa thích bởi các nhà văn. Tiếng Hindustan chuẩn lần đầu tiên được phát triển với sự di cư của những người nói tiếng Khari Boli Ba Tư từ Delhi đến vùng Awadh, đặc biệt là Amir Khusro, pha trộn 'sự thô bạo' của tiếng Khari Boli với 'sự mềm mại' của tiếng Awadh để tạo thành một ngôn ngữ mới mà họ gọi là "Hindavi." Nó cũng được gọi là Hindustan, sau đó chuyển hướng sang tiếng Hindi và tiếng Urdu.

### Cơ sở cho tiếng Hindustan chuẩn
Những ví dụ sớm nhất về tiếng Khariboli có thể được tìm thấy trong các tác phẩm của Amir Khusro (1253-1325).
Trước sự nổi lên của tiếng Khariboli, các phương ngữ văn học của tiếng Hindi là những ngôn ngữ được các vị thánh Bhakti chấp nhận: Braj Bhasha (tín đồ của thần Krishna), tiếng Awadh (được các tín đồ Rama tiếp nhận) và tiếng Maithil (tín đồ Vaishnavism ở Bihar). Tuy nhiên, sau khi phong trào Bhakti suy thoái thành các giáo phái nghi lễ, những ngôn ngữ này được coi là nhà quê và không được cải tiến. Tiếng Khariboli, mặt khác, được nói ở khu vực đô thị xung quanh các hội đồng Mughal, nơi tiếng Ba Tư là ngôn ngữ chính thức. Do đó, tiếng Khariboli chịu ảnh hưởng từ tiếng Ba Tư dần dần được coi là một phương ngữ uy tín, mặc dù hầu như không có tác phẩm văn học nào được viết bằng tiếng Khariboli trước thời kỳ thuộc Anh ở Ấn Độ.
Tiếng Urdu, phiên bản tiếng Ba Tư hoá nặng nề của tiếng Khariboli, đã thay thế tiếng Ba Tư thành ngôn ngữ văn học ở Bắc Ấn vào đầu thế kỷ 20. Tuy nhiên, sự liên kết của tiếng Urdu với người Hồi giáo đã thúc đẩy người Ấn Độ giáo phát triển phiên bản tiếng Phạn của riêng họ, dẫn đến sự hình thành của tiếng Hindi chuẩn hiện đại. Sau khi Ấn Độ độc lập vào năm 1947, phương ngữ dựa trên tiếng Khariboli đã chính thức được công nhận là phiên bản được phê duyệt của ngôn ngữ Hindi, được tuyên bố là một trong những ngôn ngữ chính thức cho chức năng của chính quyền trung ương.